# Tabla (surf)

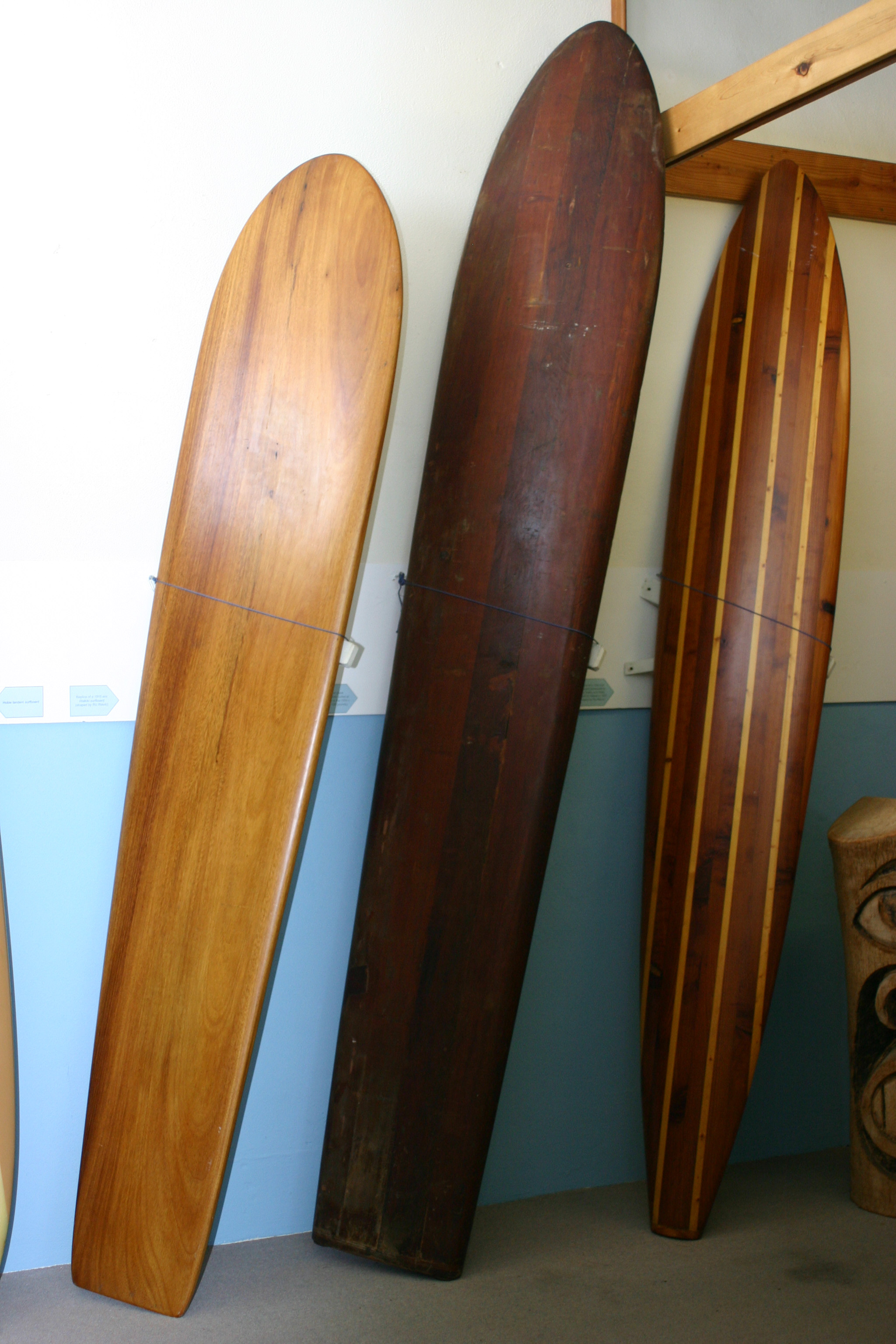
Tablas de surf ecológicas de madera

Las tablas de surf se pueden clasificar atendiendo a su diseño, forma, tamaño y material. Las distintas características atienden a distintos intereses y modalidades de surf.

## Diseño
En relación con el diseño podemos encontrar 2 divisiones: 
- Convencionales. Las convencionales se refiere a la tabla de diseño tradicional, en punta y con cantos cóncavos, estas tablas son las que toda la vida se han visto en playas y películas.
- No convencionales. Cada vez más nos encontramos en las playas nuevos diseños que pretenden evolucionar estos diseños tradicionales como las Tablas Parabólicas, (Trinity Board Sport, Meyerhoffer, swizzler...).

## Tipos de tablas
- Malibú o Funboard. Es la mejor para aprender a surfear porque tienen excelente, flotación, fácil remada y mucha estabilidad.
- Evolutivas: Son perfectas como transición entre una Malibú hacia una tabla corta, tienen un tamaño y características intermedias así permiten realizar algunas maniobras.
- Tablas cortas o Shortboards. Son las tablas más comunes. Poseen rapidez y maniobrabilidad únicamente para olas medianas o grandes ya que sufren con olas pequeñas por ello no son buenas para empezar en el surf. Posee subtipos como las Fish o las Retro
- Tablones o Longboards. Son grandes y de punta redonda, ideales para olas pequeñas o medianas. Para un surfista con experiencia, también sirve para olas grandes.
- Areneras o Sandboards. Es una tabla corta, normalmente de madera pulida o fibra y pequeño espesor. Está especialmente diseñada para deslizarse "sobre la arena" (calado agua intervalo =1-10 cm.) una vez ha roto la ola sobre la playa. La entrada se realiza en seco, corriendo desde la costa directamente al tubo de la ola y surfeando hasta la rotura completa de la ola.

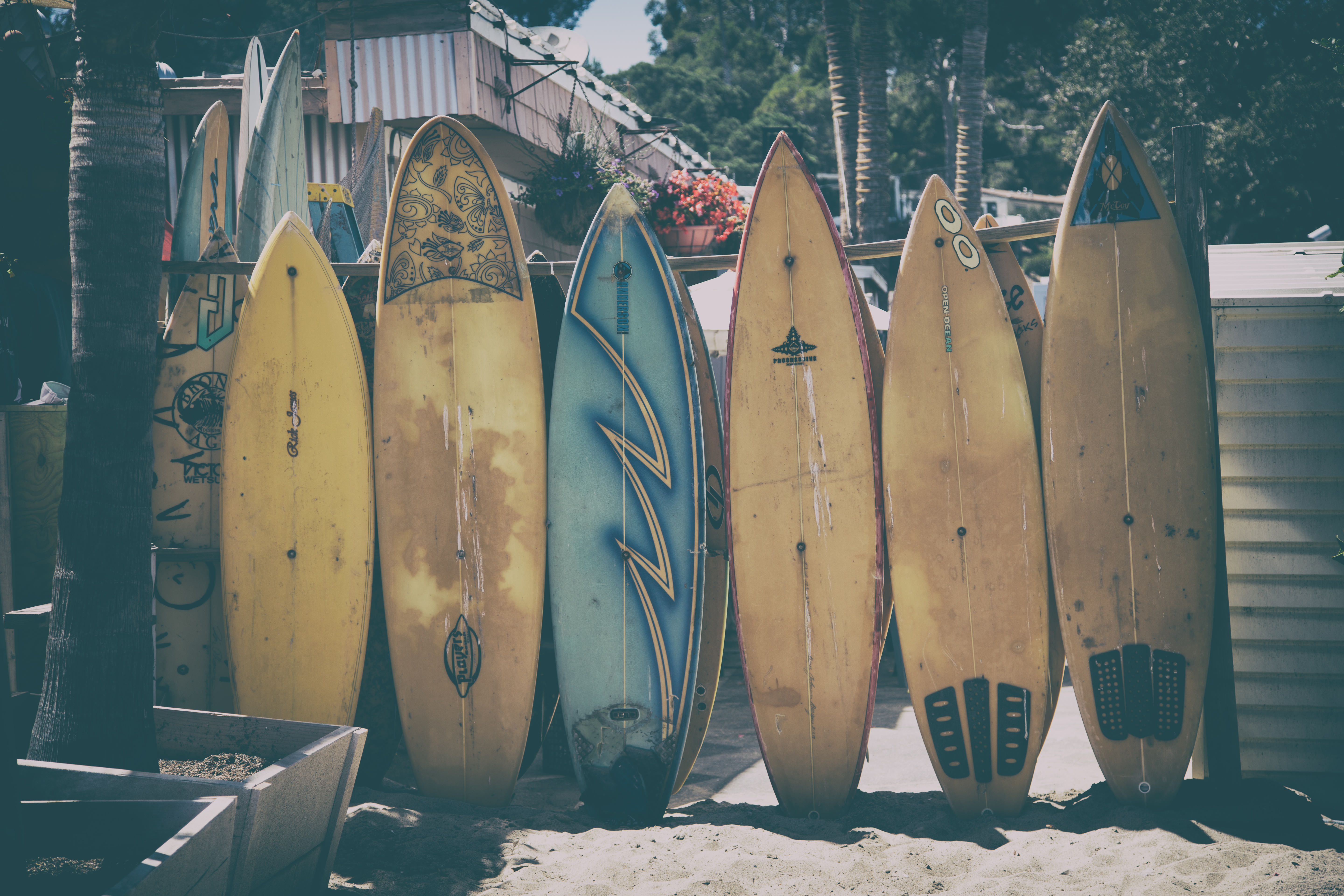
Tablas con diseño moderno en Madera

- De remo o Paddleboards. Están diseñadas para poder desplazarse de pie, tanto en la ola como en mar abierto. Son muy anchas y gruesas para soportar el peso de una o varias persona y se desplazan impulsándolas con un remo.

- De cuerpo Bodyboard o Knee boards. Son las más cortas del surf pensadas para cabalgar en la tabla de rodillas, o tumbado de pecho colocándose el punto de gravedad más bajo, necesitan de mucha destreza y habilidad.
- Remolcadas o Tow-in. Son tablas pequeñas y estrechas Están diseñadas para andar en olas impulsados por una moto acuática u otro tipo de embarcaciones pequeñas a motor.
- Gun. Tienen una punta afilada y están especialmente diseñadas para surfear olas muy grandes. Son tablas muy altas y rápidas.Tow-in. Están diseñadas para andar en olas remolcados por una moto acuática u otro tipo de embarcaciones pequeñas a motor. Son tablas pequeñas y estrechas.

## Tamaño

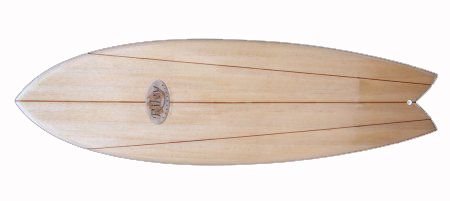
Tabla Fish en Madera

El tamaño se mide en pies, desde 4.8" hasta 9". Las más grandes (longBoard) proporcionan un surf más pausado, permiten montarse en olas menores y recorrer mayores distancias. La velocidad de remo es mayor pero son menos manejables y dinámicas que las más pequeñas. Son las tablas óptimas para días de olas medianas. Las más pequeñas son perfectas para olas mayores, mucho más dinámicas y ágiles y pesan 30 lb.
y las longboards son las tablas que son las más largas

## Material

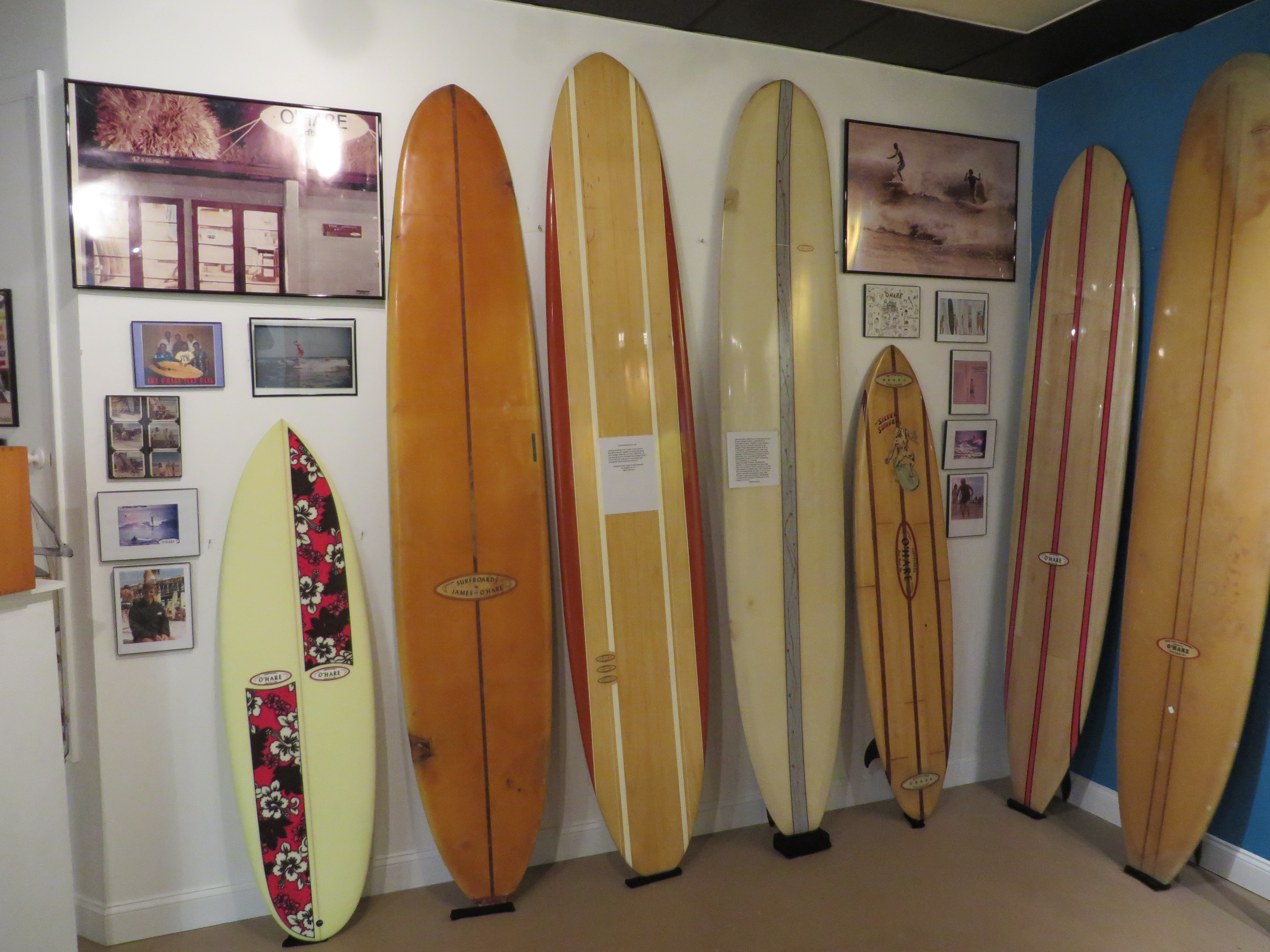
Tablas en diversos materiales y tamaños

Los materiales tradicionales como madera actualmente están siendo retomados por muchos entusiastas del surf. A veces las tablas de materiales sintéticos imitan este material, como la fibra. Lo más común son plásticos polipropilénicos de baja densidad. Flotan bastante y son estables pero son menos agradables y pesan más. Las profesionales son de espuma de poliuretano por dentro (el Foam) con un refuerzo habitualmente de madera y recubiertas con telas de fibra de vidrio. Las hay de distinto gramaje. 
El conformado o Shaping es fundamental para su buena durabilidad ya que la fibra de vidrio es un material donde el trabajado influye mucho en su vida útil. Se puede adquirir una tabla corta de fibra en talleres de surf donde se hacen a medida. También se pueden fabricar en casa pudiendo diseñar tus propios modelos. El acabado es importante pudiendo ser pulido o rugoso.  
De igual manera las legendarias tablas de Madera son elaboradas por surfistas entusiastas por la esencia del surf ecoamigable practicado en Hawái, tallándolas en diferentes tipos de madera, como Acacia, Balsa (América y el Caribe), Paulownia (Asia), Ishipingo (Sudamérica) o Caoba (América) entre otras con características de ligereza, dureza y resistencia al agua, dándoles los diseños y tamaños con las manos siendo esta la forma más ecológica y más personalizada de hacerte tu propia tabla. 